# Ziran
Zìrán (chinois : 自然 ; pinyin : ziran ; Wade : tzu-jan) signifie nature ou naturel en chinois contemporain, alors que sous les dynasties précédant les Qin, il définit la spontanéité . Le mot est composé de deux caractères dotés chacun d'un sens comme c'est presque toujours le cas en chinois: 自  veut dire de soi-même, par soi-même et 然  c'est ainsi, c'est comme cela ;  自然 , zìrán a donc pour sens premier : " c'est ainsi de son propre soi " , ce qui  advient de soi-même  .  C'est en ce sens qu'il apparaît pour la première fois dans les écrits taoistes , en particulier dans le Dao De Jing où il qualifie  le principe même du dao, la Voie, la loi fondamentale de l'univers,  en soulignant qu'elle n'est définissable que par elle-même dans sa spontanéité .  Pour suivre sa nature, elle n'a qu'à suivre ce qu'elle est, elle trouve en elle-même son fondement,sa racine ; elle n'a rien à imiter en dehors d'elle-même , écrivent certains commentateurs  
En dehors de l'action humaine, il se passe des faits dans l'univers ; il y a un jeu d'interactions entre le Ciel et la Terre .  C'est aussi ce 自然 , zìrán, cette spontanéité que les adeptes du taoisme doivent retrouver en eux-mêmes, dans leur mode de vie, leurs pratiques et leur comportement social. 